# Samuel Alfredo Morris
Samuel Alfredo Morris De Olea (Manilla, 1870 - Barcelona, 23 augustus 1935) was een voetballer met een Engelse vader en een Filipijns-Baskische moeder. 
Morris kwam aan het einde van de negentiende eeuw naar Barcelona, toen zijn vader directeur werd bij een trammaatschappij. Als voetballer stond Morris bekend als Morris I, om hem te onderscheiden van zijn eveneens voetballende broers Enrique Morris en Miguel Morris. Hij speelde als doelman voor Societat de Foot-ball de Barcelona, Hispània FC en FC Barcelona. Morris won in 1901 als aanvoerder van Hispània de Copa Macaya. In 1902 versterkte Morris samen met zijn twee broers tijdelijk FC Barcelona tijdens het toernooi om de Copa de la Coronación, het eerste Spaanse bekertoernooi en voorloper van de Copa del Rey. In de finale verloor Morris met Barça van Club Vizcaya Bilbao (2-1). Morris was tevens actief als scheidsrechter.
Net als veel van zijn tijdgenoten beoefende Morris meerdere sporten, naast voetbal. Hij richtte samen met zijn vader Barcelona Cricket Club op en was later betrokken bij de oprichting van een cricketafdeling bij FC Barcelona.